# Salacia coronata
Salacia coronata is een hydroïdpoliep uit de familie Sertulariidae. De poliep komt uit het geslacht Salacia. Salacia coronata werd in 1874 voor het eerst wetenschappelijk beschreven door Allman. 